# روبرت زوليك
روبرت زوليك (بالإنجليزية: Robert Bruce Zoellick)‏ (25 يوليو 1953 -)، محامٍ أمريكي، والرئيس الحادي عشر للبنك الدولي في الفترة من 1 يوليو 2007 حتى 30 يونيو 2012.

## روابط خارجية
- روبرت زوليك على موقع IMDb (الإنجليزية)
- روبرت زوليك على موقع الموسوعة البريطانية (الإنجليزية)
- روبرت زوليك على موقع مونزينجر (الألمانية)
- روبرت زوليك على موقع إن إن دي بي (الإنجليزية)